# San Mao (lianhuanhua)
Pour les articles homonymes, voir Sanmao.
 (février 2015).
Si vous disposez d'ouvrages ou d'articles de référence ou si vous connaissez des sites web de qualité traitant du thème abordé ici, merci de compléter l'article en donnant les références utiles à sa vérifiabilité et en les liant à la section « Notes et références ».
Sanmao (chinois : 三毛 ; pinyin : sānmáo ; litt. « trois poils ») est un personnage chinois de lianhuanhua créé par Zhang Leping en 1935.
Il a été adapté en série animée (2006) et en série en prise de vues réelles, et au cinéma dès 1949.
Il tire son nom des 3 mèches de cheveux qu'il porte sur son crâne rasé.
Sanmao est un orphelin vagabondant dans les rues, aidant les enfants. Il est utilisé pour apprendre la bonne conduite et la compassion aux enfants.
Zhang Leping ( 张乐平 zhāng lépíng) habitait dans la ville de Fengjing dans le district de Jinshan à Shanghai, on peut aujourd'hui visiter sa maison, et publiait également des caricatures politiques dans les journaux.
Zhang Chongren (ou Tchang Tchong-jen) qui a servi de référence au personnage de Tchang dans Tintin, compare la popularité de San Mao en Chine, avec celle de Tintin en Belgique.

## Publications françaises
- 2014 : San Mao, le petit vagabond, de Zhang Leping, Fei[Lequel ?] - Prix du patrimoine du Festival d'Angoulême 2015

## Adaptation
- Long métrage en noir et blanc : San Mao, le petit vagabond, sorti en 1949.
- Série animée : 三毛流浪记, Sān máo liúlàng jì (Traduction alternative Tam Mao Phieu Luu Ky Ta)  des Studios de cinéma d'art de Shanghai, qui reprend le titre du film de 1949.